# ایندر کومار
ایندر کومار (به انگلیسی: Inder Kumar) (زاده ۲۶ اوت ۱۹۷۳-درگذشته۲۸ ژوئیه ۲۰۱۷) بازیگر و مدل هندی بود.
از فیلم‌هایی که وی در آن نقش داشته‌است می‌توان به نمی‌توانم تو را فراموش کنم اشاره کرد.

## فیلم‌شناسی
فهرست برخی از فیلم‌هایی که ایندر کومار در آنها به ایفای نقش پرداخته‌است:
- نمی‌توانم تو را فراموش کنم
- یه وقت عاشق نشی
- باغی
- بازیکنی از بازیکنان
- سلاح
- کلاه مخفیانه
- سوداگران
- آریان
- مجازات قهرمان